# Music Player Daemon
Music Player Daemon (MPD) – odtwarzacz muzyczny działający jako serwer dźwięku w architekturze klient-serwer. Do jego obsługi wykorzystywane są nakładki (działające jako klient) pozwalające na zdalne kontrolowanie odtwarzania i zarządzanie programem.

## Funkcje
- Odtwarza pliki w formacie Ogg Vorbis, FLAC, MP2, MP3, MP4/AAC, MOD, Musepack i WAV
- Odtwarzanie strumieniowe
- Obsługa znaczników (ID3v1, ID3v2, Vorbis, MP4 Metadata).
- Wyszukiwanie
- Zarządzanie listami odtwarzania (w formacie m3u)
- Kontrola głośności (OSS, ALSA, programowa)
- Niewielkie wymagania sprzętowe
- Testowane na systemach: GNU/Linux, FreeBSD, OpenBSD, NetBSD, Solaris, OS X i HP-UX